# E-UTRA

LTE와 SAE 네트워크의 일부로서의 EUTRAN 구조

E-UTRA는 이동통신망을 위한 3세대 파트너십 프로젝트(3GPP) LTE 업그레이드 경로의 무선 인터페이스이다. 진화된 범용 지상 무선 접속 기술(Evolved Universal Mobile Telecommunications System (UMTS) Terrestrial Radio Access)의 준말인데 이는 롱 텀 에볼루션(LTE)의 3GPP 작업 항목이며 3GPP LTE 사양 초기 초안에서 E-UTRA(Evolved Universal Terrestrial Radio Access)로도 알려져 있다. E-UTRAN은 진화된 범용 지상 무선 접속망(Evolved UMTS Terrestrial Radio Access Network)의 준말이며 E-UTRA 사용자 장비(UE)와 E-UTRAN 노드 B(진화형 노드 B/ENodeB)를 결합한 것이다.
EUTRAN 표준의 무선 접속 네트워크(RAN)이며 3GPP 릴리스 5 이상에 규정된 UMTS와 HSPDA/HSUPA 기술을 대체한다. HSPA와 달리 LTE의 E-UTRA는 완전히 새로운 무선 인터페이스 시스템이며 UMTS와 관련이 없으며 UMTS와 호환되지 않는다. 더 높은 데이터 전송 속도, 더 낮은 지연을 제공하며 패킷 데이터에 최적화되어 있다. 다운링크에는 OFDMA 무선 접속을 사용하며 업링크에는 SC-FDMA를 사용한다. 2008년 시범 운용이 시작되었다.

## UE(User Equipment) 분류
| UE 분류 | 최대 L1 데이터 전송 속도 다운링크 (Mbit/s) | DL MIMO 레이어의 최대 수 | 최대 L1 데이터 전송 속도 업링크 (Mbit/s) | 3GPP 릴리스 |
| ------- | ------------------------------------------ | ------------------------ | ---------------------------------------- | ----------- |
| NB1     | 0.68                                       | 1                        | 1.0                                      | Rel 13      |
| M1      | 1.0                                        | 1                        | 1.0                                      | Rel 13      |
| 0       | 1.0                                        | 1                        | 1.0                                      | Rel 12      |
| 1       | 10.3                                       | 1                        | 5.2                                      | Rel 8       |
| 2       | 51.0                                       | 2                        | 25.5                                     | Rel 8       |
| 3       | 102.0                                      | 2                        | 51.0                                     | Rel 8       |
| 4       | 150.8                                      | 2                        | 51.0                                     | Rel 8       |
| 5       | 299.6                                      | 4                        | 75.4                                     | Rel 8       |
| 6       | 301.5                                      | 2 또는 4                 | 51.0                                     | Rel 10      |
| 7       | 301.5                                      | 2 또는 4                 | 102.0                                    | Rel 10      |
| 8       | 2,998.6                                    | 8                        | 1,497.8                                  | Rel 10      |
| 9       | 452.2                                      | 2 또는 4                 | 51.0                                     | Rel 11      |
| 10      | 452.2                                      | 2 또는 4                 | 102.0                                    | Rel 11      |
| 11      | 603.0                                      | 2 또는 4                 | 51.0                                     | Rel 11      |
| 12      | 603.0                                      | 2 또는 4                 | 102.0                                    | Rel 11      |
| 13      | 391.7                                      | 2 또는 4                 | 150.8                                    | Rel 12      |
| 14      | 391.7                                      | 8                        | 9,585                                    | Rel 12      |
| 15      | 750                                        | 2 또는 4                 | 226                                      | Rel 12      |
| 16      | 979                                        | 2 또는 4                 | n/a                                      | Rel 12      |
| 17      | 25,065                                     | 8                        | n/a                                      | Rel 13      |
| 18      | 1,174                                      | 2 또는 4 또는 8          | n/a                                      | Rel 13      |
| 19      | 1,566                                      | 2 또는 4 또는 8          | n/a                                      | Rel 13      |

## 같이 보기
- 4세대 이동 통신 (IMT-Advanced)
- 장치 대역폭 목록
- LTE
- LTE-A
- 시스템 아키텍처 에볼루션 (SAE)
- UMTS
- 와이맥스